# Biomolecuul

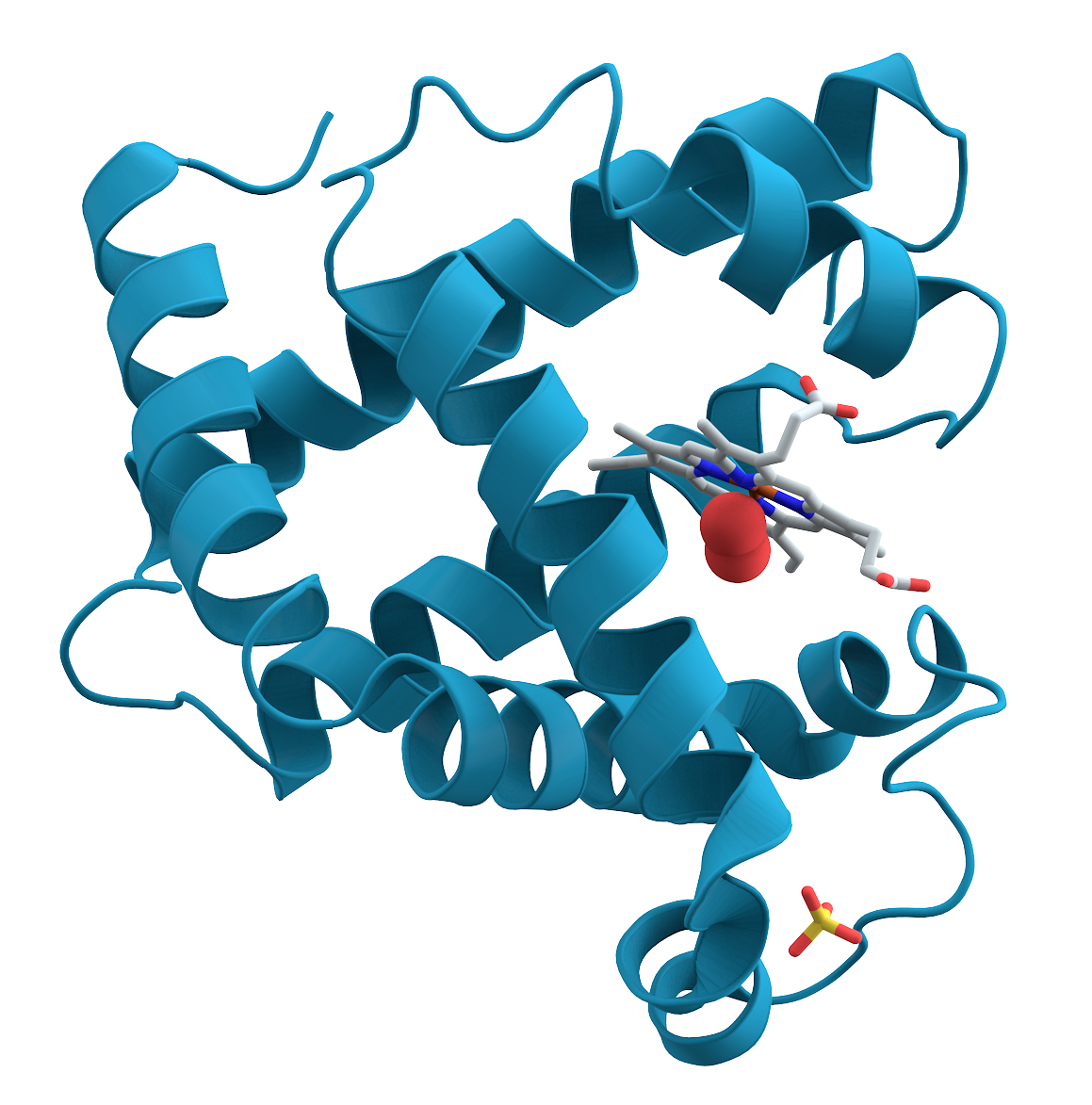
Driedimensionale structuur van myoglobine, een eiwit.

Een biomolecuul (biologisch molecuul) is een molecuul van een organische verbinding die van nature voorkomt in organismen en die kan worden aangemaakt door deze organismen. Biomoleculen worden bestudeerd in de biochemie en de moleculaire biologie. Biomoleculen worden, samen met voedingsmineralen, door dieren en andere heterotrofe organismen als voedingsstoffen uit voedsel betrokken, waarna ze, bij dieren na spijsvertering, via de stofwisseling tot lichaamseigen biomoleculen worden geassimileerd. Planten assimileren hun biomoleculen vanuit anorganische grondstoffen, via fotosynthese en verdere assimilatie.  
Voor organismen zijn biomoleculen essentieel om te leven en in leven te blijven. Voorbeelden van biomoleculen zijn eiwitten, vetten, koolhydraten, vitaminen en nucleïnezuren. Grote biomoleculen, zoals enzymen, glycogeen, hormonen, neurotransmitters en eiwitten in het algemeen, die in de cellen van het dierlijk organisme uit kleine biomoleculen, zoals aminozuren, glucose en vetzuren, worden aangemaakt noemt men in de dierfysiologie 'lichaamseigen stoffen'.
Biomoleculen kunnen chemisch, al naargelang de verschillende soorten, uiteindelijk worden herleid tot de elementen koolstof, waterstof, stikstof, zuurstof en fosfor, eventueel verder aangevuld met kleine hoeveelheden andere chemische elementen: metalen en halogenen. Metalen in bepaalde soorten eiwitten geven deze eiwitten hun specifieke functie. In de dierfysiologie is het eiwit hemoglobine hiervan een voorbeeld; in ieder molecuul hemoglobine is een ijzerion  ingebouwd. Hemoglobine is het hoofdbestanddeel van de rode bloedcel, en kan zuurstof binden via het ijzer(kat)ion. Hierdoor kan zuurstof door het bloed van de longen naar de cellen in de verschillende weefsels vervoerd worden. Een voorbeeld uit de plantenfysiologie is het (met hemoglobine chemisch verwante) chlorofyl ('bladgroen'). In ieder chlorofyl-molecuul is een magnesiumion ingebouwd dat onontbeerlijk is voor de absorptie van zonlicht. Met de uit zonlicht opgenomen energie kan de fotosynthese, de vorming van glucose uit het anorganische water en koolstofdioxide, plaatsvinden.

## Kleine biomoleculen
In de biochemie worden er vier soorten biomoleculen onderscheiden. Deze indeling is gebaseerd op hun functie in de cel, op gemeenschappelijke structuurformules of op overeenkomsten tussen de chemische bindingen van de verschillende soorten moleculen. Alle andere (grotere) biomoleculen worden door het organisme op basis van deze basismoleculen gevormd.
- Monosachariden: de monosacharide glucose is een eenvoudige koolhydraat, en vormt de belangrijkste energiebron voor de cel; via de celademhaling, de biologische oxidatie van glucose, wordt chemische energie opgewekt in de vorm van adenosinetrifosfaat of ATP, dat de cel gebruikt voor de eiwitsynthese en voor het transport, in en uit de cel, van eiwitten en andere grote moleculen. Andere soorten monosachariden vormen mede de bouwstenen van nucleïnezuren, met name desoxyribose voor DNA en ribose voor RNA. Polysachariden zijn grote koolhydraat-moleculen die worden gevormd uit vele, via herhaalde condensatiereacties, chemisch aan elkaar geschakelde monosachariden.
- Lipiden (vetten): vormen de membranen in de cel; ook kunnen lipiden als brandstof dienen (ketose) voor de celademhaling bij een tekort aan beschikbare glucose. Daarnaast dienen lipiden als basis voor de biosynthese van hormonen (steroïdhormonen en eicosanoïden).
- Aminozuren: bouwstenen van
  1. polypeptiden (kleine eiwitten): moleculen bestaande uit minder dan 50 aaneengeregen  aminozuren/monomeren;
  2. grote eiwitten (inclusief enzymen): moleculen gevormd door meer dan 50 aminozuren/monomeren (biopolymeren);
  3. hormonen als melatonine en thyroxine.

Andere hormonen worden door het organisme uit peptiden (peptidehormonen) en eiwitten (eiwithormonen) aangemaakt.
- Nucleotiden: de bouwstenen van DNA en RNA.

### Overige kleine biomoleculen
Onder andere:
- glycosiden
- peptidoglycanen
- polyketiden
- isoprenoïden (terpenen, steroïden, carotenoïden)
- aromatische verbindingen, waaronder fenylpropanoïden, tanninen, ligninen, flavonoïden
- alkaloïden

## Biopolymeren
Biopolymeren (polymeren van biologische oorsprong) bestaan uit relatief eenvoudige, vele malen herhaalde eenheden (monomeren). Er zijn vier hoofdgroepen biopolymeren:
- eiwitten
- nucleïnezuren: met name DNA en RNA
- polysachariden: bijvoorbeeld cellulose, pectine en zetmeel
- polyfenolen: tannines, fenylpropanoïden zoals lignine, en flavonoïden

### Eiwitten
Bijna alle levensprocessen en reacties in en rondom de cel worden begeleid door eiwitten. Transporteiwitten in het bloed vervoeren stoffen naar de cellen in de verschillende weefsels, enzymen zijn eiwitten die helpen bij het omzetten van stoffen in de cel, andere eiwitten zijn bouwmateriaal voor het cytoskelet, weer andere soorten produceren energie in de vorm van o.a. ATP. Eiwitten kunnen daarnaast, bij gebrek aan glucose, worden afgebroken voor energiewinning. Er zijn in de natuur honderdduizenden soorten eiwitten bekend. Verschillende eiwitten vormen samen ook complexe eiwitsystemen ten behoeve van ingewikkelde taken. Voorbeelden van dergelijke eiwitsystemen zijn het fotosysteem, waarin de lichtreacties in planten plaatsvinden, en het nuclear pore complex, dat zorgt voor transport vanuit en naar de celkern in de cellen van organismes.
Eiwitten worden door de cel zelf geproduceerd, maar de bouwstenen van de eiwitten, t.w. de aminozuren, moeten door heterotrofe organismen eerst worden opgenomen uit voedsel. Eiwitten kunnen naast aminozuren ook suikergroepen of fosforgroepen bevatten. De peptidebinding is specifiek voor eiwitten.

### DNA
DNA of desoxyribonucleïnezuur is de bouwsteen van het genetisch materiaal in de cel (celkern). DNA is een zeer grote molecule, in de vorm van een dubbele helix, waarin nucleotiden op een precieze manier zijn gerangschikt. Deze rangschikking van nucleotiden vormen codes welke staan voor de aanmaak van eiwitten (eiwitsynthese).

## Secundaire metabolieten
Secundaire metabolieten, waaronder de secundaire plantenstoffen, zijn biomoleculen die niet direct nodig zijn bij de primaire stofwisseling. Ze spelen een belangrijke rol, vaak omdat het gaat over biologisch werkzame stoffen. Voorbeelden zijn antibiotica, toxinen, gifstoffen, kleurstoffen, geurstoffen en andere signaalstoffen. Sommige van deze stoffen zijn van grote betekenis voor de mens.